# Mirre Hofsten
Irene Magdalena "Mirre" Hofsten, född Croneborg 3 december 1925 i Stockholm, död 21 februari 2016 i Ursvik i Sundbybergs kommun, var en svensk redaktör. 
Hofsten, som var dotter till överstelöjtnant Gustaf Croneborg och Madeleine Kuylenstjerna, blev filosofie kandidat vid Uppsala universitet 1949, diplomerades från Ericastiftelsen 1952 och utexaminerades som socionom från Socialinstitutet 1961. Hon var för redaktör för Sociala Meddelanden 1957–1958, frilans 1959–1975, bland annat som barn-TV-recensent på Aftonbladet 1968–1972, redaktör för Sveriges Författarförbunds tidskrift Författaren 1975–1988 och ansvarig utgivare 1982–1988. Hon hade olika kommunala uppdrag från 1965 och var ordförande för Vänsterpartiet kommunisterna i Sundbybergs kommun 1981–1983. 
Hofsten var gift första gången 1949–1952 med Göran Steg och andra gången från 1958 med Erland Hofsten.